# Lars Frederiksen
Lars Erik Frederiksen (30 de agosto de 1971) es el guitarrista y el cantante de la banda de punk rock Rancid, y el personaje principal de Lars Frederiksen and the Bastards.

## Biografía
Lars Frederiksen es mitad danés (su madre, Millia, era una inmigrante danesa) y mitad italiano (su padre era italiano). Se crio en Campbell, California, en un suburbio de San José. La sexta canción de su álbum del 2001, Lars Frederiksen and the Bastards, se llama "Campbell, CA."

## Instrumento
Las guitarras que usaba anteriormente eran Epiphone SG, actualmente es patrocinado por ESP y tiene su serie "Signature LTD The Volsung" con pastillas Seymour Duncan.

## Curiosidades
- La canción "Otherside" de Rancid fue escrita en memoria de su hermano mayor, Rob.

- Aparte de Rancid, Lars tocó en los U.K. Subs y Slip.

- La canción de Lars Frederiksen and the bastards, The Viking, narra su vida.

## Tatuajes
Gran parte del cuerpo de Lars está tatuado. De los tatuajes más significativos serían: una Telaraña 
en su codo (como Tim), Cráneos, Crossbones, una Golondrina en su cuello, Estrellas 
e Imágenes Católicas. Lars ha comentado que los
únicos tatuajes que se arrepiente de haberse hecho, son los tatuajes de la cara.
- Datos: Q956081
- Multimedia: Lars Frederiksen / Q956081